# Astragalus dianthus
Astragalus dianthus es una especie de planta del género Astragalus, de la familia de las leguminosas, orden Fabales.

## Distribución
Astragalus dianthus se distribuye por Kazajistán (Dzhambul), Tayikistán y Uzbekistán (Kashkadarinskaya).

## Taxonomía
Fue descrita científicamente por Bunge. Fue publicada en Izv. Imp. Obshch. Lyubit. Estestv. Moskovsk. Univ. 26(2): 283 (1880).